# Chaganbulige
Chaganbulige (kinesiska: 查干补力格, 查干补力格苏木) är en socken i Kina. Den ligger i den autonoma regionen Inre Mongoliet, i den norra delen av landet, omkring 97 kilometer norr om regionhuvudstaden Hohhot. Antalet invånare är 2296. Befolkningen består av 1 088 kvinnor och 1 208 män. Barn under 15 år utgör 11,0 %, vuxna 15-64 år 80 %, och äldre över 65 år 7,0 %.
Genomsnittlig årsnederbörd är 466 millimeter. Den regnigaste månaden är juli, med i genomsnitt 127 mm nederbörd, och den torraste är januari, med 3 mm nederbörd.